# Ginaw Bilog
Ginaw Bilog, (Mansalay, 3 januari 1953 - 3 juni 2003) was een Filipijns dichter. Hij was een schrijver van ambahan, een oude vorm van dichtkunst van de Hanunoo, een van de etnische groeperingen op het Filipijnse eiland Mindoro, die samen wel worden aangeduid als de Mangyan. Bilog werd in 1994 onderscheiden met een National Living Treasures Award, ook wel bekend als Gawad sa Manlilikha ng Bayan (GAMABA).
Bilog was belangrijk voor het instandhouding van de dichtvorm ambahan. Hij schreef zijn werk zowel op bamboe, zoals dit traditioneel werd gedaan door de Mangyan, als ook in zijn notitieboek. Ook had hij de collectie ambahan gedichten van zijn vader en grootvader bewaard, die dienden als inspiratie voor zijn eigen werk. Het Syllabisch schrift waarin deze ambahans geschreven worden dateert al van minstens de 10e eeuw na Christus en is een van de vier sets van Syllabisch schrift die nog tegenwoordig nog steeds gebruikt worden en werden mede door de inspanningen van de Nederlander Antoon Postma in 1997 uitgeroepen tot nationale cultuurschatten en in 1999 opgenomen op de Werelderfgoedlijst voor documenten.